# Olenivka, Moghilău
Olenivka (în ucraineană Оленівка) este un sat în comuna Bronnîțea din raionul Moghilău, regiunea Vinnița, Ucraina.

## Demografie
Componența lingvistică a localității Olenivka
     Ucraineană (98,36%)
     Rusă (1,27%)
     Alte limbi (0,36%)
Conform recensământului din 2001, majoritatea populației localității Olenivka era vorbitoare de ucraineană (98,36%), existând în minoritate și vorbitori de rusă (1,27%).